# Élection présidentielle croate de 2014-2015
L'élection présidentielle croate de 2014-2015 s'est déroulée les 28 décembre 2014 et 11 janvier 2015.
Au premier tour, le président sortant, Ivo Josipović, arrive de justesse en tête. Au second tour, Kolinda Grabar-Kitarović, ancienne ministre des Affaires étrangères, est élue avec 50,7 % des voix contre 49,3 % à Ivo Josipović.

## Résultats
| Candidat      | Candidat                 | Parti                                        | 1er tour  | 1er tour | 2e tour   | 2e tour |
| Candidat      | Candidat                 | Parti                                        | Voix      | %        | Voix      | %       |
| ------------- | ------------------------ | -------------------------------------------- | --------- | -------- | --------- | ------- |
|               | Ivo Josipović            | Sans étiquette, soutenu notamment par le SDP | 687 558   | 38,46    | 1 082 430 | 49,26   |
|               | Kolinda Grabar-Kitarović | Union démocratique croate                    | 665 309   | 37,22    | 1 114 865 | 50,74   |
|               | Ivan Sinčić              | Bouclier humain                              | 293 562   | 16,42    |           |         |
|               | Milan Kujundžić          | Alliance pour la Croatie (en)                | 112 581   | 6,30     |           |         |
|               |                          |                                              |           |          |           |         |
| Exprimés      | Exprimés                 | Exprimés                                     | 1 759 010 | 98,44    | 2 197 295 | 97,31   |
| Nuls          | Nuls                     | Nuls                                         | 27 787    | 1,56     | 60 728    | 2,69    |
| Participation | Participation            | Participation                                | 1 787 722 | 47,14    | 2 258 801 | 59,06   |

## Analyse des résultats
Le président sortant, le social-démocrate Ivo Josipović, arrive de peu en tête du premier tour, devant la candidate du camp conservateur, l'ancienne ministre des Affaires étrangères Kolinda Grabar-Kitarović. Celle-ci l’emporte de justesse deux semaines plus tard.
Au second tour, le taux de participation est de 59 %, soit neuf points de plus qu'à la précédente élection présidentielle.